# Francisco Javier Gómez Noya
Francisco Javier Gómez Noya, född den 24 mars 1983 i Basel i Schweiz, är en spansk triathlet.
Han tog OS-silver i herrarnas triathlon i samband med de olympiska triathlontävlingarna 2012 i London.